# Леван Габріадзе
Леван «Лео» Габріадзе (груз. ლევან რევაზის ძე გაბრიაძე, Леван Ревазіс дзе Габріадзе; нар. 16 листопада 1969) — грузинсько-російський актор і кінорежисер. Найбільш відомий режисером фільму жахів Видалити з друзів 2014 року.

## Біографія
Габріадзе народився в Тбілісі, що тоді входило до радянської Грузії. Його батько, Реваз Габріадзе, був актором, сценаристом і режисером. У 12 років Лео вже працював у постановках свого батька.
У 17 років його запросили на одну з головних ролей фільму «Кін-дза-дза»!. Закінчив майстерню Університету театру і кіно імені Шота Руставелі за спеціальністю акторська майстерність і сценограф.
У 1990 році вступив до Каліфорнійського університету (UCLA) (Лос-Анджелес) на факультет дизайну та анімації. У 2000 році переїхав до Москви, де став директором з реклами кінокомпанії Базевелс.
У 2010 році зняв свій перший повнометражний фільм Викрутаси, який отримав приз глядацьких симпатій «Золота тайга» на фестивалі «Дух вогню» в Ханти-Мансійську в лютому 2011 року.
У 2014 році він зняв фільм жахів Unfriended.